# Miroslava Němcová
Miroslava Němcová (17 de noviembre de 1952) es una expresidenta de la Cámara de Diputados del Parlamento de la República Checa. Ella fue elegida para este cargo el 24 de junio de 2010. Ha sido miembro de la Cámara de Diputados desde 1998, como miembro del Partido Democrático Cívico (ODS). Está casada y tiene un hijo.
El 19 de junio de 2013, el Partido Cívico Democrático presentó su candidatura para el cargo de primer ministro de la República Checa, en sustitución de Petr Nečas, que dimitió por un escándalo de corrupción.